# Wartburgs voetbalkampioenschap 1926/27
In 1926/27 werd het zevende Wartburgs voetbalkampioenschap gespeeld, dat georganiseerd werd door de Midden-Duitse voetbalbond. Preußen Langensalza  werd kampioen en plaatste zich zo voor de Midden-Duitse eindronde. De club verloor van SC 06 Oberlind.

## Gauliga
| Plaats | Club                        | Wed. | W  | G | V  | Saldo | Ptn.  |
| ------ | --------------------------- | ---- | -- | - | -- | ----- | ----- |
| 1.     | FC Preußen 1909 Langensalza | 14   | 13 | 0 | 1  | 52:12 | 26:2  |
| 2.     | SV 1901 Gotha               | 14   | 8  | 1 | 5  | 43:20 | 17:11 |
| 3.     | FC Wacker 1907 Gotha        | 14   | 7  | 2 | 5  | 18:20 | 16:12 |
| 4.     | SC Borussia Eisenach        | 14   | 6  | 3 | 5  | 26:28 | 15:13 |
| 5.     | VfB 1909 Mühlhausen         | 14   | 5  | 3 | 6  | 18:27 | 13:15 |
| 6.     | SpVgg 1909 Eisenach         | 14   | 4  | 3 | 7  | 23:38 | 11:17 |
| 7.     | SV 1899 Mühlhausen          | 14   | 4  | 2 | 8  | 25:32 | 10:18 |
| 8.     | FC Meteor Waltershausen     | 14   | 1  | 2 | 11 | 13:41 | 4:24  |

|  | Kampioen, geplaatst voor Midden-Duitse eindronde |